# Samguk Yusa

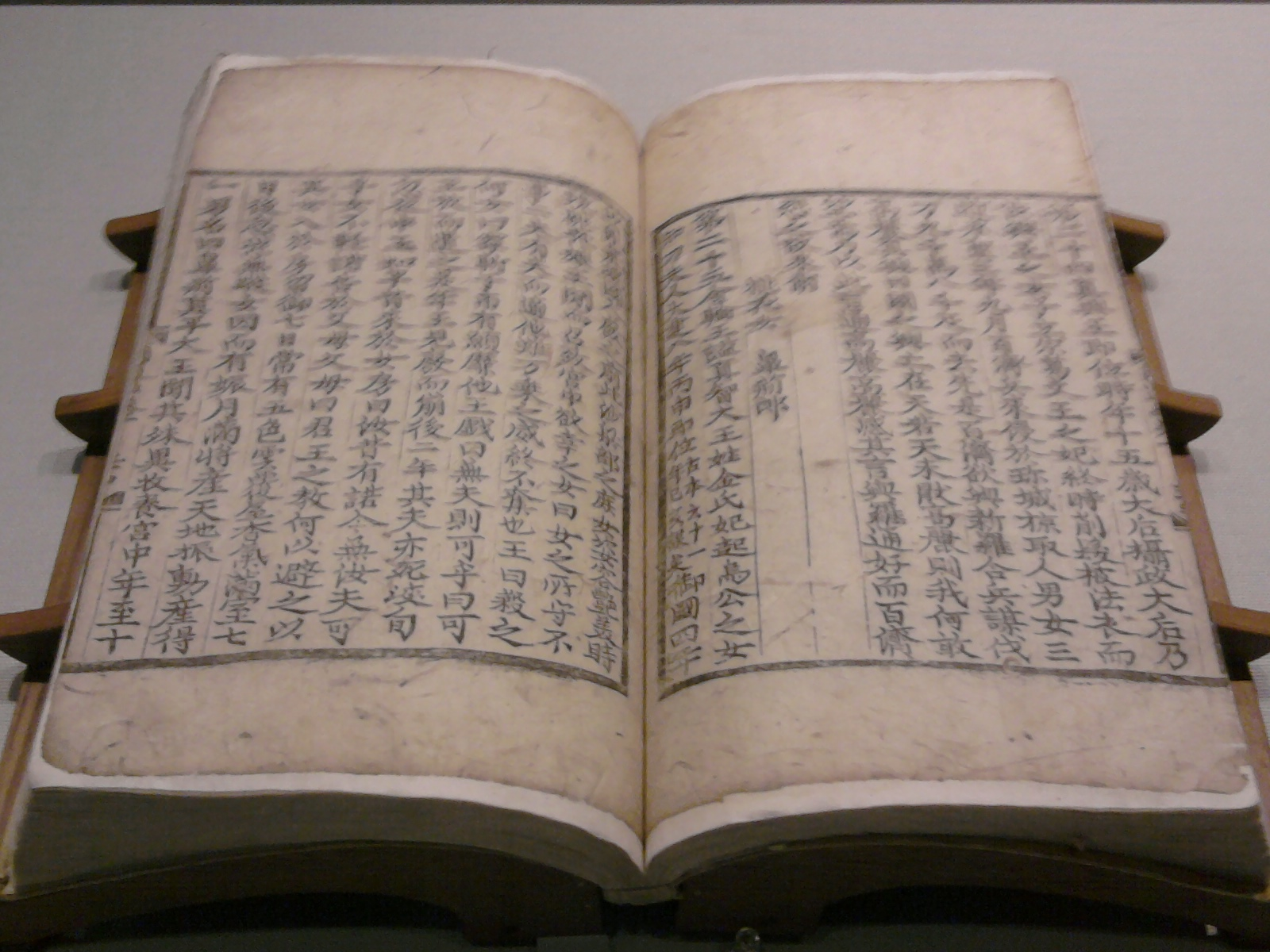
Ausgabe des Samguk Yusa in der Seoul National University

Samguk Yusa, oder Legenden der drei Königreiche, ist eine Sammlung von Legenden, volkstümlichen Geschichten und historischen Darstellungen der Drei Königreiche Koreas (Goguryeo, Baekje und Silla). Daneben werden auch andere Zeiten und Staaten vor, während und nach den Drei Reichen behandelt. Die älteste noch erhaltene Textfassung ist die Version Jeongdeok-bon von 1512. Es umfasst fünf Bücher mit 138 Geschichten.
Der Text wurde am Ende des 13. Jahrhunderts von dem buddhistischen Mönch Il-yeon (1206–1289) in klassischem Chinesisch geschrieben und vermutlich von seinem Schüler Bogam Guksa Mugeuk zusammengestellt, überarbeitet und posthum gedruckt. Die koreanische Schrift wurde erst im 15. Jahrhundert entwickelt. Das Samguk Yusa gehört zusammen mit der etwa einhundert Jahre jüngeren Historiographie Samguk Sagi (1145) von Kim Bu-sik zu den ältesten Schriftquellen Koreas.
Im Gegensatz zum eher tatsachenorientierte Samguk Sagi legt das Samguk Yusa als narrative Chronologie den Schwerpunkt auf Volksmärchen, Legenden und Biographien aus der frühen koreanischen Geschichte. Viele der Gründungsmythen der verschiedenen Königreiche aus der koreanischen Geschichte sind in diesem Buch festgehalten. Il-yeon schrieb Legenden aus  diversen Königreichen auf, u. a. aus Gojoseon, Wiman Joseon, Buyeo, Goguryeo, Baekje, Silla, und Gaya.
Das Buch ist die früheste noch vorhandene Quelle der Dangun-Legende, die die Gründung von Gojoseon als die erste koreanische Nation darstellt.